# Marie-Agnes Strack-Zimmermann
Marie-Agnes Strack-Zimmermann, född Jahn den 10 mars 1958 i Düsseldorf i Nordrhein-Westfalen, är en tysk liberal politiker tillhörande FDP. Hon är sedan december 2021 ordförande av förbundsdagens försvarsutskott.

## Biografi
Efter studentexamen studerade Marie-Agnes Strack-Zimmermann journalistik, politik och germanistik vid Münchens universitet, där hon också promoverade. Därefter arbetade hon i över 20 år som försäljningsrepresentant för ungdomsboksförlaget Tessloff. Hon har varit aktiv i lokalpolitiken i Düsseldorf sedan 1999. Från 2004 till 2009 och 2014 till 2017 var hon ordförande för FDP:s rådsfraktion, från 2008 till 2014 förste borgmästare i Düsseldorf och från 2013 till 2019 var Marie-Agnes Strack-Zimmermann vice förbundsordförande för FDP. Hon har varit medlem av FDP:s partistyrelse sedan 2019 och ledamot av förbundsdagen sedan 2017. Strack-Zimmermann är sedan december 2021 ordförande för försvarsutskottet i förbundsdagen.